# Erzincan (pokrajina)
Pokrajina Erzincan (tur.: Erzincan ili)  koja se nalazi u ıstočnjačkenom dijelu Turske.
Prostire se na površini od 11,974 km2 a u njoj živi 236.034 stanovnika (podaci iz 2018.) što iznosi oko 20 stanovnik po km2.
Glavni grad je Erzincan.

## Okruzi
Pokrajina Erzincan je podijeljena na 9 okruga:
| - Erzincan - Tercan - Otlukbeli - Çayırlı - Üzümlü | - Kemaliye - Kemah - Refahiye - İliç |

## Galerija
- Yedigöller, letterlik "sewe mere" in Turks
- Druiweverbouing in Erzincan
- 'n Historiese herberg in Erzincan
- Natuurlike watervalle

## Vanjske poveznice
- Službena stranica pokrajine